# IC 4144
IC 4144 је спирална галаксија у сазвјежђу Ловачки пси која се налази на листи објеката дубоког неба у Индекс каталогу.
Деклинација објекта је + 36° 56' 33" а ректасцензија 13h 3m 50,2s. Привидна величина (магнитуда) објекта IC 4144 износи 15,3 а фотографска магнитуда 16,1. IC 4144 је још познат и под ознакама UGC 8169, MCG 6-29-23, PGC 45145.